# خانه سیدلطف الله هاشمی
خانه سیدلطف الله هاشمی مربوط به دوره قاجار است و در شیراز، خیابان زند، بازار وکیل، پشت مسجد مولا واقع شده و این اثر در تاریخ ۱۰ خرداد ۱۳۸۲ با شمارهٔ ثبت ۸۶۵۲ به‌عنوان یکی از آثار ملی ایران به ثبت رسیده است.